# Wolfgang Adam Gropp
Wolfgang Adam Gropp (* 12. Februar 1630 in Wunsiedel; † 10. Dezember 1703 in Schweinfurt) war ein deutscher Kaufmann und Politiker.
Gropps Eltern waren der Wunsiedler Bürgermeister und Zinnhändler Hans Gropp (1582–1640) und dessen Frau Anna Kobs († 1637).
Wolfgang Adam Gropp war ein aus Wunsiedel stammender Handelsmann, der in Schweinfurt ab 1687 das Bürgermeisteramt ausübte.
Er war in zweiter Ehe mit Sophia Cordula Hoefel, einer Tochter des Schweinfurter Bürgermeisters Dr. Johann Hoefel, verheiratet. Sie hatten 10 Kinder.
Seine Tochter Anna Sophia Gropp (1664–1701) war die Mutter des Kurpfälzischen Regierungsrats Johann Christoph Kornacher und Großmutter des Heilbronner Bürgermeisters Georg Christoph Kornacher.